# Tenna
Tenna (alemany: Atzenach o Tann) és una comune (municipi) a Trentino dins la regió italiana del nord Trentino - Alto Adige/Südtirol, va localitzar aproximadament 13 quilòmetres cap al sud-est de Trento. El 31 desembre de 2004, tenia 918 habitants i una àrea de 3.1 quilòmetres quadrats.
Tenna limita amb els municipis següents: Pergine Valsugana, Levico Terme i Caldonazzo.